# Bathelémont
Bathelémont è un comune francese di 62 abitanti situato nel dipartimento della Meurthe e Mosella nella regione del Grand Est.
Si è chiamata Bathelémont-lès-Bauzemont fino al 22 marzo 2011.

## Società

### Evoluzione demografica
Abitanti censiti